# Sail-sous-Couzan
Sail-sous-Couzan település Franciaországban, Loire megyében. Lakosainak száma 992 fő (2022. január 1.). Sail-sous-Couzan Saint-Sixte, Leigneux, Palogneux, Saint-Georges-en-Couzan, Trelins és Solore-en-Forez községekkel határos.

## Népesség
A település népessége az elmúlt években az alábbi módon változott:
| Lakosok száma | 1544 | 1294 | 1068 | 988  | 944  | 942  | 941  | 972  | 987  | 992  |
|               | 1968 | 1982 | 1990 | 2006 | 2013 | 2015 | 2017 | 2019 | 2020 | 2022 |